# 오다이 다바그
오다이 이브라힘 모함마드 다바그(아랍어: عدي إبراهيم محمد الدباغ, Oday Ibrahim Mohammad Dabbagh, 1998년 12월 3일 ~ )는 팔레스타인의 축구 선수로 현재 이집트 프리미어리그의 자말레크에서 공격수로 활동 중이며 팔레스타인 축구 대표팀의 에이스이자 팔레스타인 대표팀 역사상 국제 A매치 최다 득점자이다.

## 클럽 경력

### 중동 리그
16세의 나이에 힐랄 알쿠드스 클럽 입단을 통해 프로에 전격 입문한 이후 2018-19 시즌까지 활발한 공격력을 선보이며 팀의 3회 연속 팔레스타인 프리미어리그 우승(2016-17, 2017-18, 2018-19), 2015-16 시즌 팔레스타인컵 준우승, 2017-18 시즌 팔레스타인컵 우승, 2017-18 시즌 웨스트 뱅크컵 우승 등에 기여했다.
그 후 쿠웨이트 프리미어리그의 알살미야 SC와 카디시야 SC를 거치며 카디시야의 2019년 쿠웨이트 슈퍼컵 우승, 2019-20 시즌 리그 준우승, 2019 시즌 쿠웨이트 에미르컵 준우승에 일조했고 2020-21 시즌에는 알야르무크 SC에서 잠시 임대 선수로 활동하다가 알아라비 SC로 이적한 후 해당 시즌 쿠웨이트 프리미어리그에서 13골로 리그 득점왕 타이틀을 거머쥐며 팀을 리그 우승으로 이끌었다.

### FC 아로카
2021-22 시즌을 앞두고 포르투갈 프리메이라리가의 FC 아로카로 이적하며 데뷔 이래 처음으로 유럽 리그에 진출하여 이적 첫 해인 2021-22 시즌에서는 공식전 24경기 4골의 준수한 성적을 거둔 뒤 2022-23 시즌에서는 공식전 21경기 11골로 2015-16 시즌 이후 7년만의 프리메이라리가 5위, 창단 첫 타사 다 리가 4강 진출을 이끌었고 특히 2022-23 시즌에서만 8골로 라파 무히카(11골)에 이어 팀내 득점 2위를 기록하는 등 2시즌동안 공식전 45경기 15골을 터뜨리며 아로카의 에이스로 맹활약을 펼쳤다.

### 스포르팅 샤를루아
아로카에서의 활약을 뒤로 한 채 2023-24 시즌을 앞두고 벨기에 프로 리그의 스포르팅 샤를루아로 이적하여 첫 시즌인 2023-24 시즌에서는 공식전 29경기 6골의 준수한 활약을 펼치며 팀의 1부 리그 잔류를 이끌었다.

## 국가대표팀 경력

### 팔레스타인 U-23 대표팀
팔레스타인 U-23 대표팀의 일원으로 아제르바이잔에서 열린 2017년 이슬라믹 솔리다리티 경기 대회에 참가하여
3골로 득점왕에 올랐지만 팀이 1무 2패·B조 최하위로 조별리그에서 탈락하면서 결국 빛바랜 활약이 되고 말았다.
그러나 이듬해에 열린 2018년 아시안 게임에서는 개최국 인도네시아와의 A조 2차전에서 선제골을 터뜨리며 팔레스타인의 2회 연속 아시안 게임 16강 진출에 일조했다.

### 팔레스타인 A대표팀
2018년 3월 27일 이미 팔레스타인이 2회 연속 아시안컵 본선 진출을 확정지은 상태에서 열린 오만과의 2019년 AFC 아시안컵 최종 예선 D조 최종 6차전에서 국제 A매치 데뷔전을 치른 후 같은 해 9월 6일 키르기스스탄과의 친선 경기에서 A매치 데뷔골을 신고했다.
그로부터 한달 뒤에 열린 2018년 방가반두컵에 출전하여 2014년 AFC 챌린지컵 이후 4년만의 국제 대회 우승에 기여한 뒤 이듬해에 열린 2019년 AFC 아시안컵 본선에 출전하여 팔레스타인의 사상 첫 아시안컵 승점 획득에 기여했고 같은 해에 열린 시리아와의 2019년 WAFF 챔피언십 A조 최종전에서 멀티골을 터뜨리며 대회 3위의 성적을 이끌었다.
그로부터 3년 5개월 뒤에 열린 2023년 AFC 아시안컵 본선 엔트리에 합류한 이후 55년만에 아시안컵 본선에 오른 홍콩과의 C조 조별리그 최종전에서 멀티골을 터뜨리며 팔레스타인의 메이저 대회 본선 첫 승과 함께 사상 첫 16강 진출의 새 역사를 이끌어냈고 개최국이자 디펜딩 챔피언 카타르와의 16강에서도 선제골을 터뜨리는 등 이 대회에서만 3골을 터뜨리는 맹활약을 펼쳤다.
그리고 방글라데시와의 2026년 FIFA 월드컵 아시아 지역 2차 예선 I조 3차전에서도 A대표팀 데뷔 6년만에 첫 해트트릭을 작성하며 팔레스타인 축구 역사상 첫 월드컵 아시아 지역 최종 예선 진출과 함께 4회 연속 아시안컵 본선 진출을 이끌었다.